# Dipylidium caninum
La tenia del perro (Dipylidium caninum) es una especie de platelminto de la clase Cestoda (gusanos planos). Es parásito de los cánidos y los félidos en general, así como de los demás animales que hospedan pulgas, sobre todo de las especies Ctenocephalides canis y Ctenocephalides felis, es decir, las pulgas comunes del perro y el gato, respectivamente, y más raramente la Pulex irritans, la pulga del hombre, o el piojo canino Trichodectes canis.
Este parásito era ya conocido por los antiguos babilonios y fue clasificado científicamente por Linneo en 1758, con el nombre de Taenia canina. El primer estudio sobre su ciclo reproductivo fue realizado por el veterinario francés Maurice Neveu-Lemaire en 1893.

## Características
El gusano en su forma adulta mide entre 15-70 centímetros de largo por 2,5 - 3 milímetros de diámetro y tiene una coloración que varía entre el blanco y el amarillo claro. El cuerpo consta de una cabeza donde se encuentra la escólex, que mide 0,37 milímetros, gran parte de ella está compuesta por un rostelo retráctil, dotado de minúsculos ganchos, repartidos en 4-7 filas de filamentos, con los cuales el parásito se agarra a la pared intestinal del huésped definitivo. El gusano está dividido en segmentos o proglótidos, en cada proglótido se encuentran dos gónadas, masculina y femenina, por lo que los gusanos son hermafroditas. Cada individuo presenta de 60 a 175 proglótidos. Los proglótidos presentan una forma ovoidal alargada con una longitud de unos 12 milímetros por una anchura de unos 2,7 milímetros, y contiene agrupaciones de cápsulas que tienen en su interior de 25 a 30 huevos. Los huevos miden de 35-60 micras.

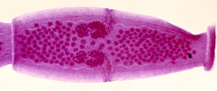
Proglótido teñido donde se observan las gónadas y la multitud de cápsulas de huevos.

## Ciclo vital

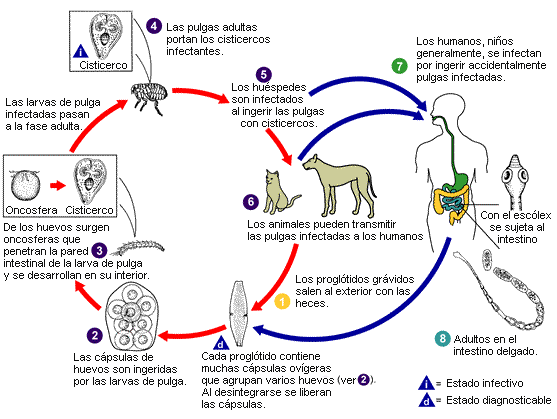
Ciclo vital de la tenia del perro.

Para desarrollarse el parásito necesita de dos huéspedes: un huésped intermedio, la pulga, y uno final, normalmente un mamífero. En las heces del huésped final se encuentran proglótidos, conteniendo gran cantidad de huevos, que son ingeridos por las larvas de las pulgas, cuyo aparato masticatorio se presta a esta operación (los huevos de Dipylidium caninum pueden ser ingeridos por la pulga canina o felina sólo en su fase larvaria puesto que en el estado adulto su aparato bucal tiene forma de sifón capaz únicamente de ingerir líquidos, como la sangre). Una vez en el interior de la pulga el parásito se desarrolla a su siguiente fase, la oncosfera, que penetra la pared intestinal y con el tiempo se desarrolla hasta el estado cisticercoide. El cisticercoide, que carece de cola, es el estado capaz de infectar al siguiente huésped. En esta fase la supervivencia de las larvas es muy dependiente de la temperatura ambiental.
El ciclo continuará cuando el mamífero ingiera alguna de las pulgas infectadas. En cuanto accede al interior del intestino el cisticercoide se anclará con el escólex para introducirse en el interior de la pared intestinal. Allí se alimentará absorbiendo sustancias digeridas por el huésped a través del propio tegumento ya que carece de sistema digestivo propio. Así completará su desarrollo produciendo proglótidos que a su vez se llenarán de cápsulas con huevos. Los segmentos finales se irán desprendiendo cuando están maduros. Cada proglótido está dotada de musculatura tanto en sentido longitudinal como circular, que son útiles para facilitar su paso al interior del conducto anal del huésped en su camino hacia el exterior.

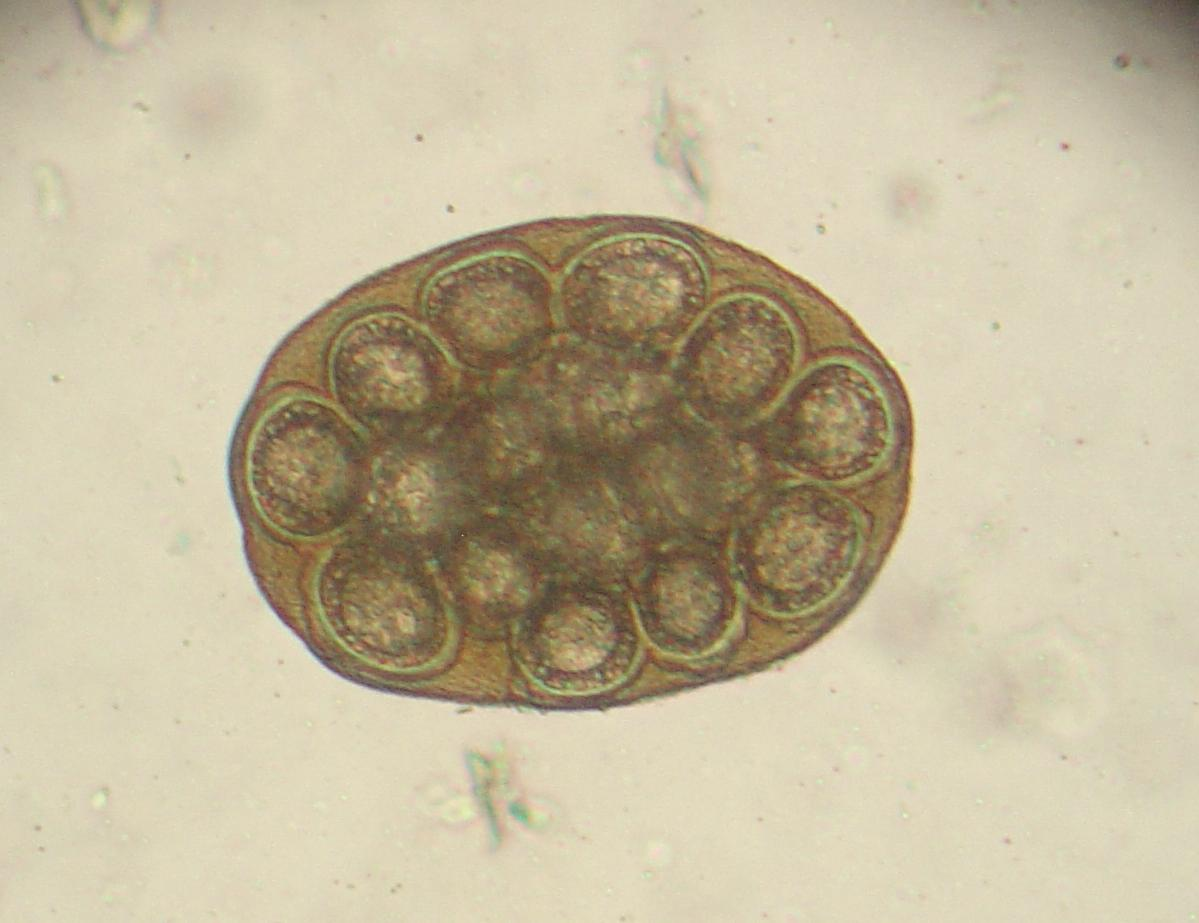
Imagen al microscopio de una cápsula ovígera de Dipylidium caninum.

## Patología
La patología que causa Dipylidium caninum en su huésped definitivo se denomina dipilidiasis. Generalmente afecta a perros y gatos, aunque también puede afectar a los humanos, por lo general niños, que ingieren accidentalmente las pulgas al llevarse las manos a la boca tras jugar con las mascotas. Normalmente mientras la cantidad de parásitos alojados en el cuerpo es ligera la enfermedad no presenta síntoma alguno. A medida que la infección se va haciendo más severa empiezan a aparecer síntomas como prurito anal, dolor abdominal, diarrea o estreñimiento y pérdida de peso. También se puede provocar pérdida de apetito o insomnio. Es habitual que incluso en la fase asintomática se detecte la enfermedad por la aparición de los proglótidos blanquecinos entre las heces, adheridas a la zona perianal del animal o en las zonas donde se suele echar el animal. 

## Tratamiento
Esta patología no presenta demasiada gravedad y es fácilmente tratable con antihelmínticos orales como praziquantel o niclosamida. Debe necesariamente completarse el tratamiento con la eliminación de los ectoparásitos del animal. De igual manera se puede prevenir manteniendo a las mascotas domésticas libres de pulgas, tratándolas periódicamente con los diversos productos existentes en el mercado. Asimismo es recomendable la administración de un antiparasitario interno de amplio espectro de manera rutinaria.